# Sportåret 1910

## Händelser

### Bandy
- 6 mars - IFK Uppsala blir svenska mästare, efter att ha slagit IFK Stockholm med 2-0 (0-0) på Brunnsviken (Albano) i Stockholm.[1]

### Baseboll
- 23 oktober - American League-mästarna Philadelphia Athletics vinner World Series med 4-1 i matcher över National League-mästarna Chicago Cubs.[2]

### Fotboll
- 15 maj - Italien spelar sin första officiella landskamp i fotboll, då man i Milano besegrar Frankrike med 6-2.[3]
- 27 maj - Chile spelar sin första officiella landskamp i fotboll, då man i Buenos Aires förlorar mot Argentina med 1-3.[4]
- 18 september - Råsunda IP i Solna invigs.[5]
- 16 oktober – IFK Göteborg blir svenska mästare efter att ha besegrat Djurgårdens IF med 3–0 i finalen på Valhalla IP i Göteborg.[6]
- Okänt datum – Örgryte IS vinner den första upplagan av Svenska serien.

### Friidrott
- Fred Cameron, Kanada vinner Boston Marathon.[7]

### Ishockey
- 12 januari - England vinner Europamästerskapet, ishockeysportens första, i Schweiz före Tyskland och Belgien.[8]

### Längdåkning
- SM på 30 km vinns av Adolf Hedjersson, Djurgårdens IF
- SM på 60 km vinns av Johan Petter Nordlund, Jokkmokks SK.

### Motorsport
- Amerikanen Harry Grant vinner Vanderbilt Cup med en Alco.

## Bildade föreningar och klubbar
- 24 februari, Malmö FF, fotboll[9]
- 1 oktober, Kalmar FF (under namnet IF Göta), fotboll[10]

## Födda
- 23 augusti – Giuseppe Meazza, italiensk fotbollsspelare.

## Avlidna
- 29 december – Reginald Doherty, 38, brittisk tennisspelare, olympisk guldmedaljör och Wimbledonmästare.

## Bildade klubbar och föreningar
- 24 februari - Malmö FF[11]
- 1 april - Kalmar FF[11]

### Fotnoter
1. ↑  Erik Jonsson (6 mars 1910). ”1907–1919”. Svenska Bandyförbundet. Arkiverad från originalet den 14 februari 2015. https://web.archive.org/web/20150214185248/http://www.svenskbandy.se/BANDYFINALEN/HISTORIK/Svenskamastare/Herrar/1907-1919/. Läst 1 september 2011.
2. ↑  ”1910 World Series” (på engelska). Baseball-Reference.com. http://www.baseball-reference.com/postseason/1910_WS.shtml. Läst 16 juli 2015.
3. ↑  ”Italy - International Matches 1910-1915”. RSSSF. http://www.rsssf.com/tablesi/ital-intres1910.html. Läst 20 augusti 2011.
4. ↑  ”Chile - International Results” (på engelska). RSSSF. http://www.rsssf.com/tablesc/chil-intres.html. Läst 20 augusti 2011.
5. ↑  Johan Florén. ”Råsunda fotbollstadion”. Exilgnanare. Arkiverad från originalet den 6 januari 2009. https://web.archive.org/web/20090106162421/http://www.exilgnagare.com/jesper/peza/rasunda_historia.htm. Läst 17 augusti 2011.
6. ↑  Jimmy Lindahl (7 mars 2000). ”Svenska mästare i fotboll 1896–1925”. Bolletinen. http://www.bolletinen.se/sfs/allsvenskan/sm1896.pdf. Läst 10 oktober 2011.
7. ↑  ”Boston Marathon”. Arkiverad från originalet den 27 april 2015. https://web.archive.org/web/20150427035419/http://www.baa.org/races/boston-marathon/boston-marathon-history/past-champions/past-mens-open-champions.aspx. Läst 9 april 2011.
8. ↑  ”Championnats d'Europe 1910” (på franska). Hockey Archives. 12 januari 1910. http://www.passionhockey.com/hockeyarchives/Euro1910.htm. Läst 15 augusti 2011.
9. ↑  Martin Alsiö (7 mars 2004). ”De allsvenska klubbarnas födelsedagar”. Bolletinen. http://www.bolletinen.se/sfs/allsvenskan/grundades.pdf. Läst 25 mars 2020.
10. ↑  ”1910–2010”. Kalmar FF. 1 januari 2010. https://kalmarff.se/1910-2010/. Läst 25 mars 2020.
11. 1 2  ”De allsvenska klubbarnas födelsedagar”. Bolletinen. http://www.bolletinen.se/sfs/allsvenskan/grundades.pdf. Läst 18 februari 2015.